# Phố Mã Mây

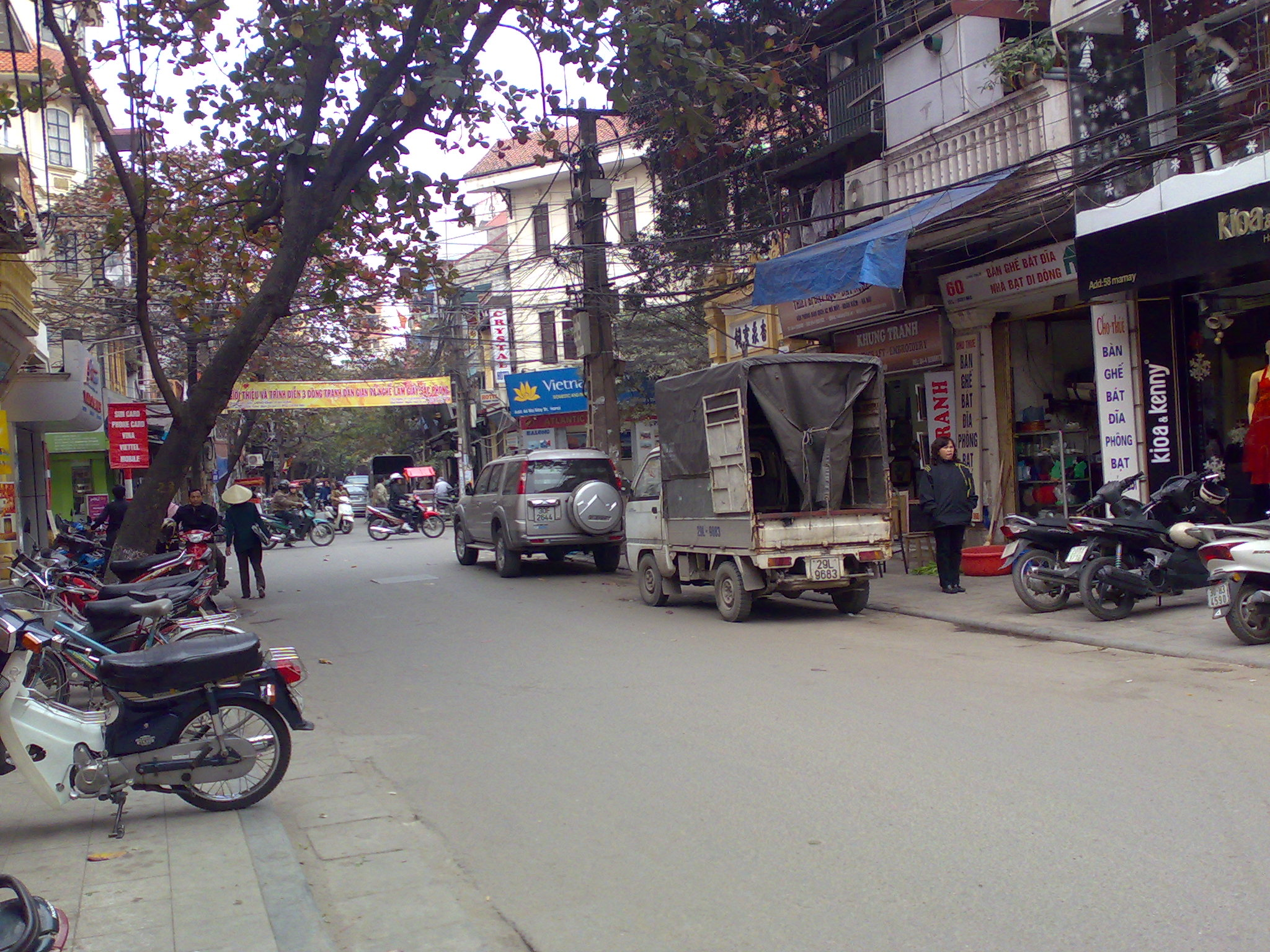
Một góc phố Mã Mây

Phố Mã Mây là một phố trong khu phố cổ Hà Nội, dài khoảng 268 mét, chạy theo hướng nam lên phía bắc rồi lại quay sang phía tây. Đầu phía nam của phố cắt phố Hàng Bạc, đầu quay sang phía tây nối vào phố Hàng Buồm.
Tên Mã Mây ghép từ hai tên phố Hàng Mã (đoạn phía nam) và Hàng Mây (đoạn phía bắc). Ngày nay phố Mã Mây chủ yếu là các công ty và nhà nghỉ phục vụ khách du lịch.

## Lịch sử
Phần phố Hàng Mây thuộc đất của giáp Hương Tượng, phường Hà Khẩu; phần phố Hàng Mã thuộc thôn Dũng Thọ, Hàng Mã này khác với phố Hàng Mã ở gần chợ Đồng Xuân. Phường Hà Khẩu gần cửa sông Tô Lịch nối ra sông Hồng. Phố ngày nay thuộc phường Hàng Buồm, quận Hoàn Kiếm.

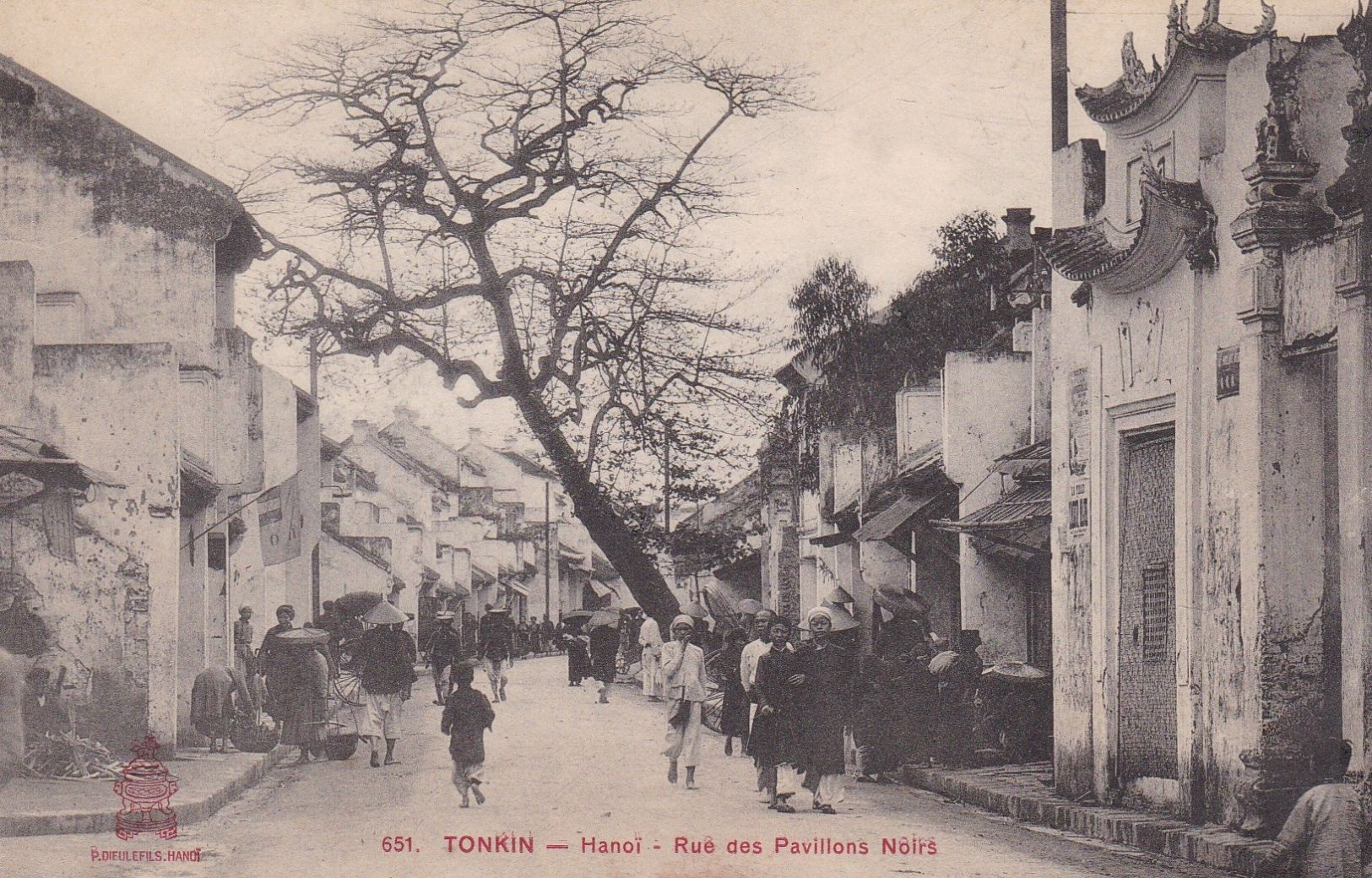
Phố Cờ Đen

Thời Pháp thuộc, phố có tên là Rue des Pavillons Noirs nghĩa là phố Quân Cờ Đen vì năm 1883 có một đơn vị quân Cờ Đen đóng ở phố này. Pháp cũng đặt một số công sở ở khu vực này vì gần với bến sông và khu buôn bán của người Hoa. Một số lái buôn người Pháp tập trung về khu phố này buôn bán.

## Đặc trưng
Thời xưa đầu phố phía nam chuyên làm hàng mã, là các loại đồ cúng bằng giấy cho các đám tang, đám rước, giấy vàng. Đoạn đầu phía bắc chuyên làm các đồ dùng chế biến từ mây và cả sợi mây nguyên liệu.
Hiện nay gần như toàn bộ phố là các nhà nghỉ, khách sạn cho khách thuê, văn phòng các công ty du lịch, và các quán ăn, cửa hàng chuyên phục vụ khách du lịch. Khách ở khu phố này phần lớn là người nước ngoài.

## Di tích
- Đền Mã Mây, số 64 Mã Mây, là đền của giáp Hương Tượng, thờ Nguyễn Trung Ngạn. Đền được dựng từ đời Trần.
- Nhà cổ 87 Mã Mây, là ngôi nhà cổ được phục chế, tiêu biểu cho kiểu nhà ở khu phố cổ.